# John de Mol (1912)
Johannes Henricus Gertrudus (John) de Mol (* 4. Oktober 1912 in Den Haag; † 29. Dezember 1970) war ein niederländischer Akkordeonist, Sänger und Orchesterleiter.

## Leben
In den dreißiger Jahren hatte De Mol sein eigenes Orchester John de Mol, unter anderem mit dem Sänger Eddy Christiani. Sie traten im Café-Kabarett des ehemaligen Radfahrers Piet Moeskops und an anderen Orten in Amsterdam auf. Die Gruppe wurde um 1937 in John de Mol & his Swing Specials umbenannt und hatte ihr Radiodebüt am 6. Oktober 1938 im VARA. Nachdem der Bassist Frans Wouters dem Orchester beigetreten war, konnte man sie regelmäßig beim Radiosender KRO unter dem Namen Frans Wouters en zijn KRO-meeuwen hören. 1939 übernahm Wouters die Leitung des Orchesters.
De Mol verließ das Orchester 1942 und wurde anschließend künstlerischer Leiter der De Flamingo-Revue, mit der er durch das Land tourte. Ab Juni 1960 war er Programmdirektor des Offshore-Radiosenders Radio Veronica, für den er auch Werbemusik lieferte.
De Mol ist der Vater von John de Mol sen., der Großvater von John de Mol Jr. und Linda de Mol und der Urgroßvater von Johnny de Mol.